# Вавеликсии
Вавели́ксии (лат. Vaveliksia) — род вымерших губок или подобных губкам организмов эдиакарской биоты. Окаменелости найдены на побережье Белого моря (Россия), на берегах реки Днестр (Украина) и в Австралии.

## Морфология
Типичная вавеликсия представляла собой тело, напоминавшее огурец, один конец которого прикреплялся к субстрату дискообразным органом. В верхней части тела находилось отверстие, по всей видимости ротовое. У V. velikanovi, остатки которой обнаружены в докембрийских отложениях на Днестре, ротовое отверстие было обрамлено складками, которые первоначально были интерпретированы как щупальца, а сам организм — как полип. V. vana, найденная на Белом море и в Австралии, меньше в диаметре, без складок в верхней части, орган прикрепления многоугольный и куполообразный.
Длина тела V. vana 35—86 мм, диаметр — 8—19 мм. Диаметр органа прикрепления — 7—15 мм.

## Классификация
В род включают 2 вымерших вида:
- Vaveliksia velikanovi Fedonkin, 1983typus
- Vaveliksia vana Serezhnikova in Ivantsov et al., 2004